# کوه گول
کوه گول (به لاتین: Gaule Bjerg) یک کوه در گرینلند است که در سرمرسوک واقع شده‌است. کوه گول ۲٬۱۳۳ متر بالاتر از سطح دریا واقع شده‌است.